# Palais Löffler

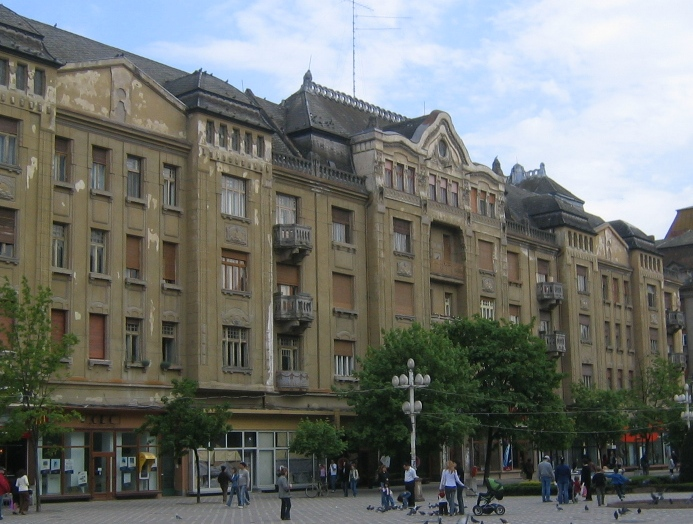
Palais Löffler, 2006

Das Gebäude kurz nach seiner Fertigstellung

Das Palais Löffler  (rumänisch Palatul Löffler), auch Schloss Löffler oder Löffler-Palast, ist ein denkmalgeschütztes Gebäude am Platz vor der Oper, der Piața Victoriei, in der westrumänischen Stadt Timișoara.

## Geschichte
Das Gebäude wurde zwischen 1912 und 1913 von dem Ehepaar Leopold Löffler mit ihren drei Söhnen und der Firma Löfflers als Familien- und Firmensitz mit kommerziellen Räumen im Erdgeschoss in der Nachbarschaft zum Nationaltheater und Opernhaus erbaut und in eklektizistischem Stil mit Barock- und Jugendstilelementen der Wiener Sezession gestaltet.
Beim Kauf des Baugrundstücks wurden Löffler von der Stadtverwaltung Auflagen gemacht, so hatte die Bauzeit unter einem Jahr zu betragen, und das Architekturdesign, insbesondere der Fassaden, war vom Leitenden Architekten der Stadt, László Székely, zu genehmigen. Außerdem musste die Rückseite des Gebäudes zum dahinter liegenden Schloss Hunyadi baulich abgegrenzt und weiter entwickelt werden. Hier wurde das Gebäude, unter anderem mit zwei Gruppen von Statuen, reich verziert. Im Inneren des Gebäudes wurden auf drei Stockwerken und dem Mansarddach 46 Appartements mit insgesamt 142 Zimmern eingerichtet, sowie sechs Aufzüge, davon drei für das Personal.
1948 wurde das Palais unter der kommunistischen Herrschaft verstaatlicht; der letzte Sohn der Löfflers lebte und starb in Armut in einer Einzimmerwohnung in der Mansarde.
Im Laufe der Jahre wurden die oberen Etagen in Büroräume umgewandelt, und im Erdgeschoss richteten sich verschiedene Geschäfte ein. In dem Gebäude hatten der Kreditversicherer Euler Hermes mit der Banca de schimb Hermes, die Hipotecar Kredit Bank, die Generaldirektion der rumänischen Eisenbahngesellschaft Căile Ferate Române, und die rumänische Filiale des Französischen Instituts für Höhere Studien ihren Sitz. Hier wurde auch das beliebte Kaffeehaus Cafeneaua Bulevard betrieben.
Ein Teil der zur Piața Victoriei weisenden Fassade ist noch heute (Stand 2009) von Einschusslöchern aus der Zeit der Rumänischen Revolution von 1989 gekennzeichnet, die hier ihren Anfang nahm.

## Beschreibung

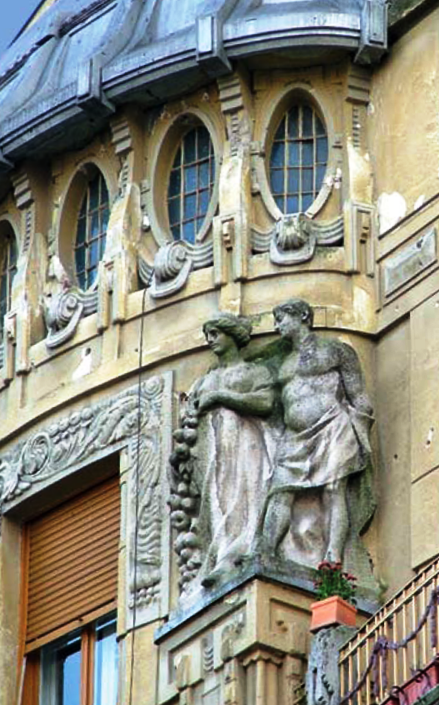
Statuen auf der Rückseite des Palais Löffler

Das dreistöckige Wohn-, Geschäfts- und Mietshaus auf dem Surogat des Siegesplatzes ist mit drei Innenhöfen und drei übereinander gelagerten freitragenden Brückenkorridoren versehen. Die Stirnseiten sind über die gesamte Fassade aufwändig mit Erkern, Balkonnischen und reichem Figurenschmuck gestaltet. Im Parterre des Gebäudes befindet sich heute neben anderen Geschäften auch ein Schnellrestaurant der McDonald’s-Kette.